# یانگ جینگهوی
یانگ جینگهوی (انگلیسی: Yang Jinghui؛ زادهٔ ۱۵ مهٔ ۱۹۸۳) شیرجه‌رو اهل چین است. از افتخارات وی میتوان به کسب مدال طلا سکو ۱۰ متر همزمان در بازی‌های المپیک تابستانی ۲۰۰۴ اشاره کرد.